# 綾南・綾歌・満濃バイパス
綾南・綾歌・満濃バイパス（りょうなん・あやうた・まんのうバイパス）は、香川県高松市西山崎町から仲多度郡まんのう町買田に至る延長21.7kmの国道32号バイパスである。起点側の円座バイパスから直接接続しており、高松市と中讃地域を結ぶ大規模バイパスを形成している。一般に、綾南工区・綾歌工区・満濃工区の3つを合わせて綾南・綾歌・満濃バイパスと呼ばれている。

## 概要
この道路は中讃地域と高松市間の交通を円滑化して、地域間の連携強化を図るとともに、幅員の狭い旧・国道32号（現香川県道282号高松琴平線）の沿道環境を改善することを目的としている。1972年（昭和47年）度より事業着手し、2012年12月22日までに全線が完成4車線供用されており信号交差点はあるが走りやすい。綾川町内沿線はイオンモール綾川が開業するなど沿線の開発が進んでいる。
相生北交差点は立体交差（福家高架橋）になっているほか、陶交差点は前後約700m、北小路西交差点は約900mにわたって中央分離帯もしくは路肩が広くとられており、将来立体交差の高架が建設可能な用地が確保されている。
小野交差点から一本木交差点まで（ことでん栗熊駅前後区間は除く）は現道拡幅区間である。
- 2015年4月1日　一部の旧道が国道32号に指定されていたが、国土交通省から香川県に移管されたことに伴い、栗熊駅前後などの丸亀市道区間を除き、香川県道282号高松琴平線の単独区間となった。

## 路線データ
綾歌工区・満濃工区は全区間が国道377号と重複。
綾南工区

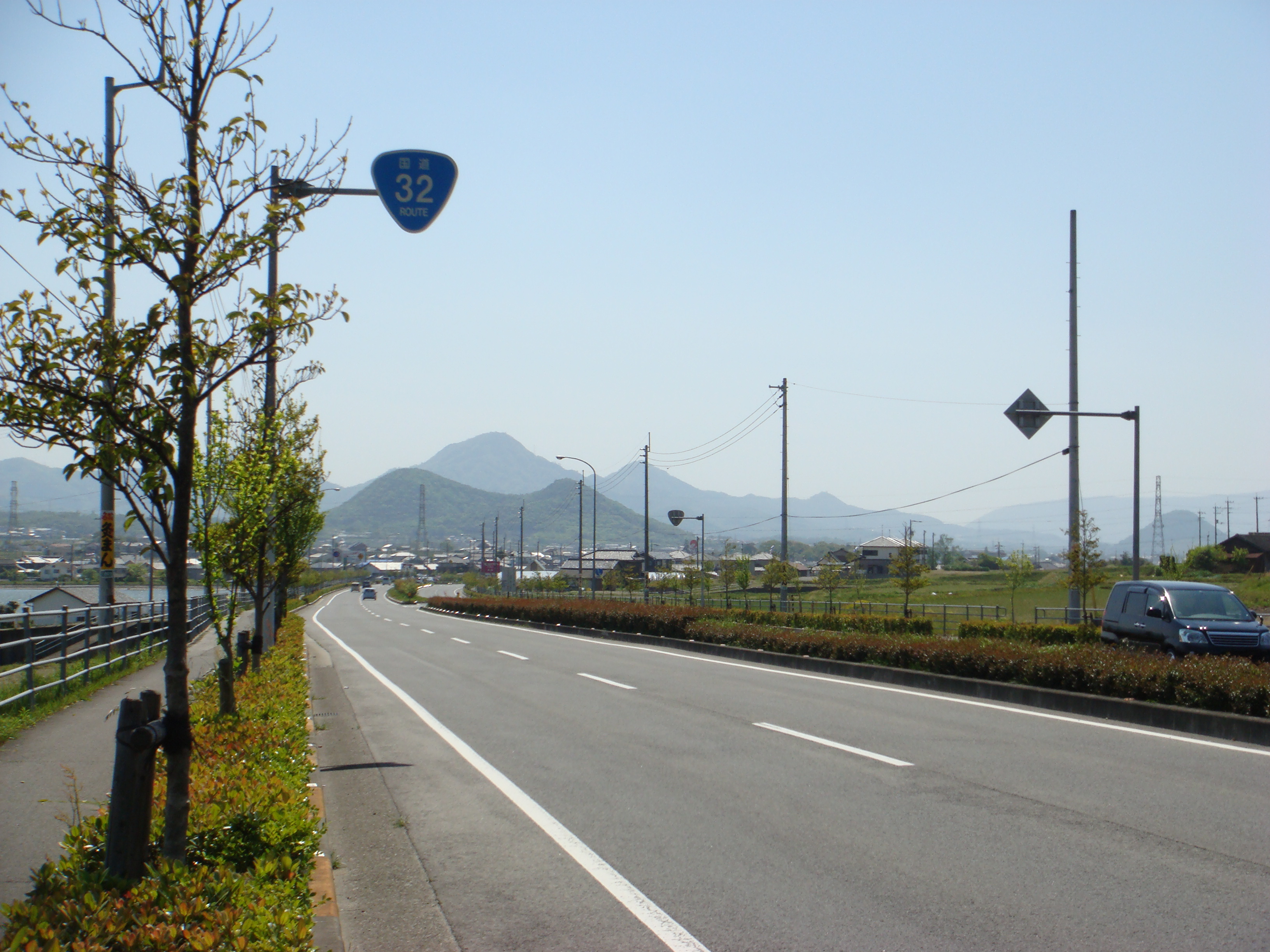
綾南工区（綾川町陶）

- 起点：高松市西山崎町（新西山崎交差点=国道32号円座バイパスに接続）
- 終点：丸亀市綾歌町栗熊東（新羽床口交差点=国道32号綾歌バイパス、国道377号に接続）
- 延長：11.1km[2]
- 規格 : 第3種第1級[2]
- 設計速度：80km/h[2]
- 道路幅員：25.0m[2]
  - 歩道：3.0m×2[2]
  - 路肩：1.5m×2[2]
  - 車線：3.5m×4[2]
  - 中央分離帯：2.0m[2]
- 車線数 : 完成4車線[2]
- 最高速度：60km/h

綾歌工区

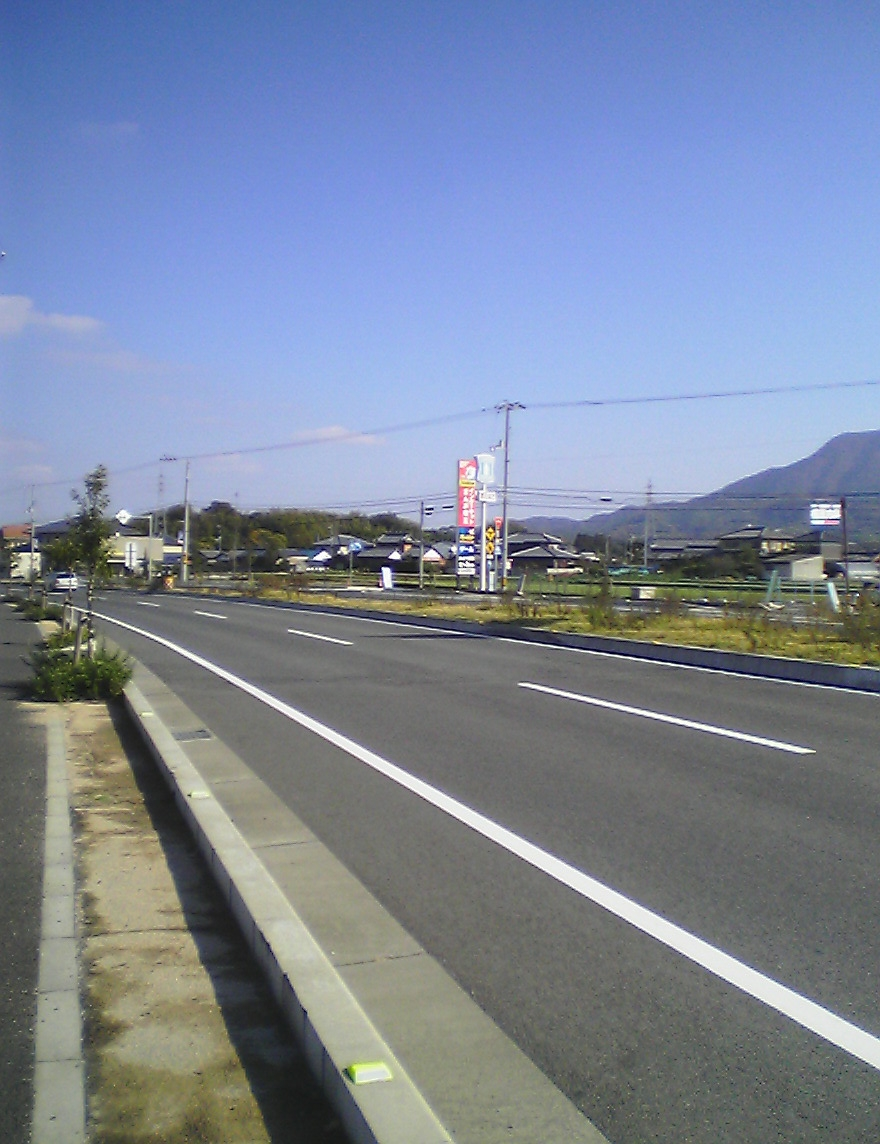
綾歌工区（丸亀市綾歌町岡田東）

- 起点：丸亀市綾歌町栗熊東（新羽床口交差点=国道32号綾歌バイパス、国道377号に接続）
- 終点：丸亀市綾歌町岡田上（室塚交差点=国道32号満濃バイパスに接続）
- 延長：6.0km[2]
- 規格：第3種第2級[2]
- 設計速度：60km/h[2]
- 道路幅員：25.0m[2]（一部24.0m）
  - 歩道：3.0m×2[2]
  - 路肩：1.5m×2[2]
  - 車線：3.5m×4[2]
  - 中央分離帯：2.0m[2]
- 車線数：完成4車線[2]
- 最高速度：60km/h

満濃工区

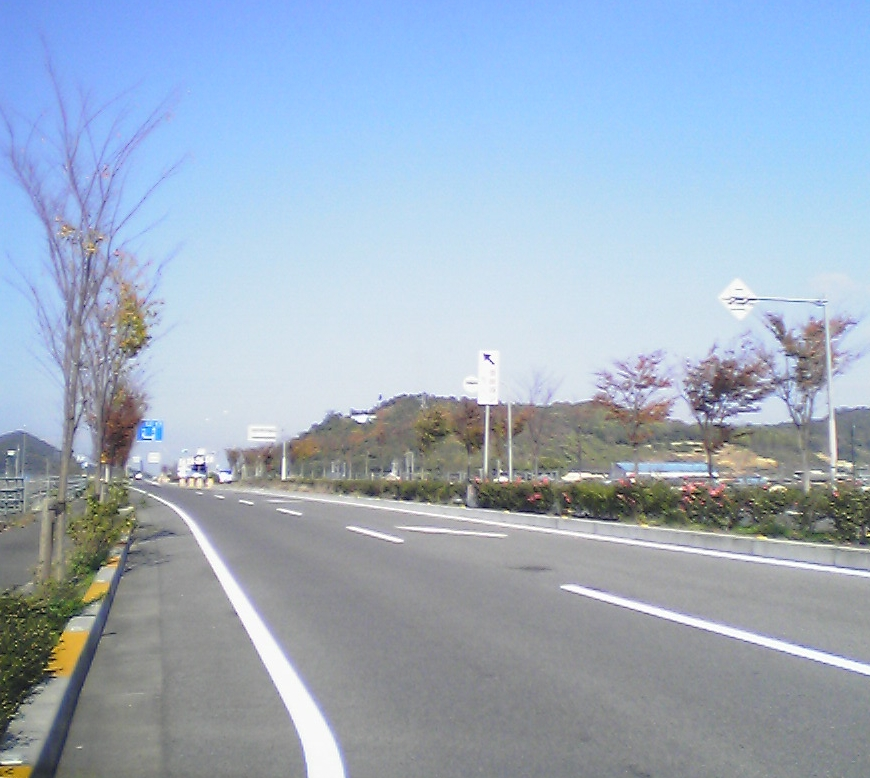
満濃工区（まんのう町吉野下）

- 起点：丸亀市綾歌町岡田上（室塚交差点=国道32号綾歌バイパスに接続）
- 終点：仲多度郡まんのう町買田（買田東交差点=国道32号、国道319号、国道377号に接続）
- 延長：4.6km[2]
- 規格：第3種第1級[2]
- 設計速度：80km/h[2]
- 道路幅員：25.0m[2]（橋梁部22.5m）
  - 歩道：3.0m[2]（橋梁部2.5m）×2
  - 路肩：1.5m[2]（橋梁部0.75m）×2
  - 車線：3.5m[2]（一部3.25m）×4
  - 中央分離帯：2.0m[2]
  - 車線数：完成4車線[2]
- 最高速度：60km/h

## 沿革

### 綾南工区
- 1972年（昭和47年）4月 : 事業化
- 1975年（昭和50年）度 : 用地着手[3]
- 1978年（昭和53年）度 : 工事着手[3]
- 1982年（昭和57年）3月 : 都市計画決定[3]
- 1982年（昭和57年）3月 : 初となる綾歌郡綾南町（現綾川町）滝宮-綾南町小野(L=1.3km)の暫定2車線供用（このうち西寄りのL=0.5kmは暫定的な連絡路のため完成2車線）
- 1982年（昭和57年）12月 : 綾南町陶-綾南町滝宮(L=3.2km)の暫定2車線供用（このうち東寄りのわずかな部分は暫定的な連絡路のため完成2車線）
- 1985年（昭和60年）3月 : 都市計画変更[3]
- 1992年（平成4年）9月 : 高松市西山崎町-綾南町陶(L=4.6km)の暫定2車線供用[4]、暫定連絡路の国道指定を取り消して香川県道13号三木綾南線（現：香川県道13号三木綾川線）に編入。
- 1999年（平成11年）11月 : 綾南町滝宮-綾南町小野(L=1.3km)の暫定2車線供用、暫定連絡路の国道指定を取り消す。この後、順次4車線化の供用を行っていく。
- 2001年（平成13年）12月21日 : 福家高架橋(L=0.5km)の完成4車線供用[5]
- 2003年（平成15年）3月24日 : 綾南町小野-綾歌町（現丸亀市）栗熊東(L=0.7km)の暫定2車線供用により、全線供用となる[6]
- 2004年（平成16年）3月20日 : 綾南町小野-綾歌町栗熊東（L=1.6km）の完成4車線供用により、全線4車線化完成[7]。これにより、本事業は全て完了する。

### 綾歌工区
- 1988年（昭和63年）度 : 事業化[3]
- 1992年（平成4年）度 : 用地着手[3]

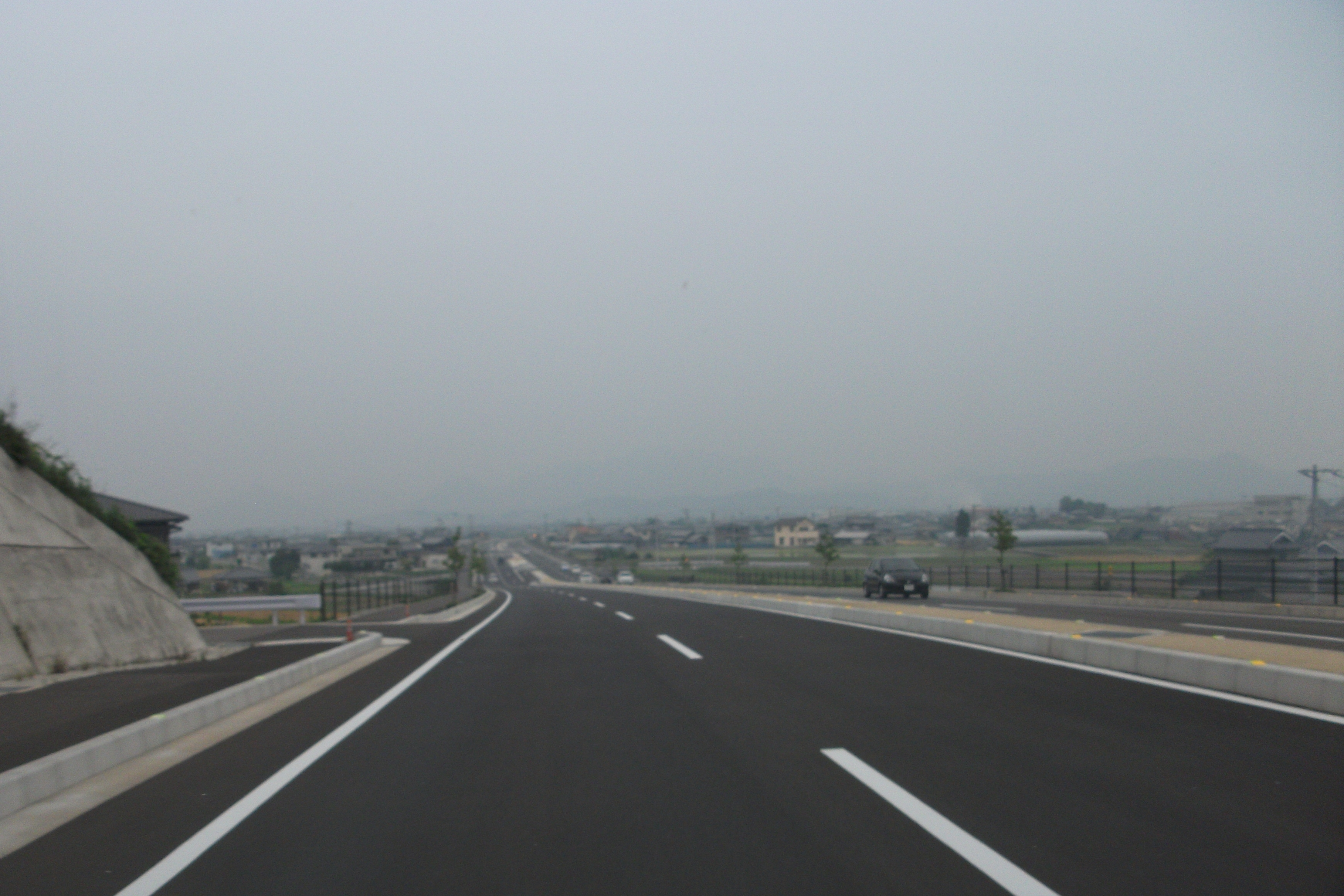
綾歌工区（丸亀市綾歌町岡田上）

- 1992年（平成4年）1月 : 都市計画決定[3]
- 1998年（平成10年）度 : 工事着手[3]
- 2001年（平成13年）3月24日 : 綾歌郡綾歌町栗熊東-綾歌町栗熊西(L=1.3km)の暫定2車線供用[8]
- 2002年（平成14年）10月 : 都市計画変更[3]
- 2003年（平成15年）3月24日 : 綾南町小野-綾歌町栗熊東(L=0.9km)の暫定2車線供用[6]
- 2005年（平成17年） : 綾歌町栗熊西-綾歌町岡田東(L=1.2km)の暫定2車線供用
- 2007年（平成19年）3月25日 : 丸亀市綾歌町栗熊東-丸亀市綾歌町岡田東(L=2.5km)の完成4車線供用[9]
- 2008年（平成20年）2月23日 : 丸亀市綾歌町岡田東-丸亀市綾歌町岡田上(L=0.8km)の暫定2車線供用[10]
- 2008年（平成20年）12月6日 : 丸亀市綾歌町岡田上(L=1.7km)の暫定2車線供用により、全線供用となる。これにより、綾南・綾歌・満濃バイパスが全線開通[11]
- 2009年（平成21年）3月21日 : 丸亀市綾歌町岡田東-丸亀市綾歌町岡田上(L=0.8km)の完成4車線供用[12]
- 2010年（平成22年）8月26日 : 丸亀市綾歌町岡田上-丸亀市綾歌町室塚(L=1.5km)の完成4車線供用[13]
- 2010年（平成22年）11月10日 : 丸亀市綾歌町岡田上（皿池付近）-仲多度郡まんのう町羽間（室塚交差点）0.7km区間の完成4車線供用により、綾歌工区が全線4車線供用[14]。これにより、本事業は全て完了する。

### 満濃工区
- 1973年（昭和48年）4月 : 事業化
- 1984年（昭和59年）4月 : 都市計画決定[3]
- 1988年（昭和63年）度 : 用地着手[3]
- 1990年（平成2年）度 : 工事着手[3]
- 1995年（平成7年）3月 : 仲多度郡満濃町（現まんのう町）吉野下-同郡仲南町（現まんのう町）十郷(L=1.7km)の暫定2車線供用
- 1998年（平成10年）10月 : 満濃町吉野下(L=0.8km)の暫定2車線供用。
- 2005年（平成17年）3月26日 : 丸亀市綾歌町岡田上-仲多度郡満濃町吉野下(L=2.1km)の暫定2車線供用及び満濃町吉野下-満濃町五條まで（L=1.6km）の完成4車線供用により、満濃工区が全線開通[15]（琴電琴平線の踏切解消）。なお、現道へは現在の室塚交差点から暫定連絡路（完成2車線）で接続。
- 2009年（平成21年）3月21日 : 仲多度郡まんのう町羽間(L=0.4km)の完成4車線供用[12]
- 2012年（平成24年）12月22日 : 祓川大橋を含む仲多度郡まんのう町羽間-仲多度郡まんのう町吉野下（室塚交差点）1.2km区間の完成4車線供用により、満濃工区が全線4車線供用[16]。これにより、本事業は全て完了する。
- 2015年（平成27年）4月1日 - 国道32号の旧道区間が国道指定を取り消されたのに伴い、室塚交差点からの暫定連絡路も国道指定を取り消された[17]。

## 道路の位置関係
（高松市街） - 高松南バイパス - 円座バイパス - 綾南・綾歌・満濃バイパス - （高知方面）

## 通過する自治体
- 高松市 - 綾歌郡綾川町 - 丸亀市 - 仲多度郡まんのう町

## 交差する道路
| 交差する道路                | 交差する場所 | 交差する場所 | 高松から (km) |
| --------------------------- | ------------ | ------------ | ------------- |
| 国道32号（円座バイパス）    |              |              |               |
| 県道44号円座香南線バイパス  | 高松市       | 新西山崎     |               |
| 県道170号岡本香川線         | 高松市       | 越谷池東     |               |
| 県道39号国分寺中通線        | 高松市       | 相生北       |               |
| 県道13号三木綾川線          | 綾川町       | 一本松       |               |
| 県道17号府中造田線          | 綾川町       | 陶           |               |
| 県道183号綾川国分寺線       | 綾川町       | 北小路西     |               |
| 県道282号高松琴平線         | 綾川町       | 小野         |               |
| 国道377号                   | 丸亀市       | 新羽床口     | 19.5          |
| 県道22号善通寺綾歌線        | 丸亀市       |              |               |
| 県道282号高松琴平線         | 丸亀市       | 一本木       |               |
| 国道438号                   | 丸亀市       | 中新田       |               |
| 国道438号岡田バイパス       | 丸亀市       | 重永         |               |
| 県道195号岡田丸亀線         | 丸亀市       |              |               |
| 県道282号高松琴平線支線     | 丸亀市       | 室塚         |               |
| 県道200号まんのう善通寺線   | まんのう町   | 満濃         |               |
| 県道190号炭所東琴平線       | まんのう町   | 下福家       |               |
| 国道319号/国道32号 高知方面 | まんのう町   | 買田東       | 30.0          |
| 国道377号 観音寺方面        |              |              |               |

## 道の駅
- 道の駅滝宮

## 交通量
平日24時間交通量（平成17年度道路交通センサス）
- 仲多度郡まんのう町五條字川向11番7 : 14,864